# Phagocata tahoena
Phagocata tahoena är en plattmaskart som beskrevs av Masaharu Kawakatsu 1968. Phagocata tahoena ingår i släktet Phagocata och familjen Planariidae. Inga underarter finns listade i Catalogue of Life.